# Pfälzische Sezession
Die Pfälzische Sezession ist die erste Vereinigung Bildender Künstler, die nach 1945 in Rheinland-Pfalz gegründet wurde.

## Geschichte
Im Jahr 1945, unmittelbar nach dem Zweiten Weltkrieg, trafen sich Pfälzer Künstler mit dem Ziel, eine Künstlervereinigung zu gründen. Die erste Ausstellung fand Ende 1945 in Neustadt an der Weinstraße statt. Die Gründung der Gruppe unter dem Namen „Pfälzische Sezession“ erfolgte nach vielen Schwierigkeiten im Sommer 1946. Der Name sollte das Zeichen eines Neuanfangs und eines Aufbruchs zur geistigen Erneuerung sein. Die kleine Gruppe von sieben Künstlern organisierte Ende 1946 eine Ausstellung in Speyer. In den Folgejahren gab es in ein- bis zweijährigem Rhythmus Ausstellungen an verschiedenen Orten in Rheinland-Pfalz und weiteren Bundesländern. Die Gruppe ist programmatisch nicht festgelegt und offen für Künstler auch jenseits des Landes Rheinland-Pfalz. Sie hat heute 35 Mitglieder.

## Bekannte Mitglieder
Bekannte ehemalige Mitglieder sind beispielsweise Franz Bernhard, Inge Blum, Karin Bruns, Edvard Frank, Werner Gilles, HAP Grieshaber, Erich Koch, Karl Lorenz Kunz, Wilhelm Loth, Rolf Müller-Landau, Hans Purrmann, Emy Roeder, Rudolf Scharpf, Fritz Schwarzbeck, Gustav Seitz, Theo Siegle und Fritz Zolnhofer. Derzeitige Mitglieder sind u. a. Peter Brauchle, Otfried H. Culmann, Thomas Duttenhoefer, Werner Korb, Eberhard Linke, Christiane Maether und Heike Negenborn.